# Golden Globe per il miglior film commedia
Il Golden Globe per il miglior film commedia, istituito nel 1959, venne sostituito pochi anni dopo, nel 1964, con il Golden Globe per il miglior film commedia o musicale.

## Vincitori e candidati
L'elenco mostra il vincitore di ogni anno, seguito dagli altri candidati. Per ogni film sono indicati titolo italiano (se disponibile), titolo originale e regista.

### 1950
- 1959
  - La signora mia zia (Auntie Mame), regia di Morton DaCosta
  - Una strega in paradiso (Bell Book and Candle), regia di Richard Quine
  - Indiscreto (Indiscreet), regia di Stanley Donen
  - Io e il colonnello (Me and the Colonel), regia di Peter Glenville
  - In licenza a Parigi (The Perfect Furlough), regia di Blake Edwards

### 1960
- 1960
  - A qualcuno piace caldo (Some Like It Hot), regia di Billy Wilder
  - Ma non per me (But Not for Me), regia di Walter Lang
  - Operazione sottoveste (Operation Petticoat), regia di Blake Edwards
  - Il letto racconta (Pillow Talk), regia di Michael Gordon
  - Chi era quella signora? (Who Was That Lady?), regia di George Sidney
- 1961
  - L'appartamento (The Apartment), regia di Billy Wilder
  - Un adulterio difficile (The Facts of Life), regia di Melvin Frank
  - L'erba del vicino è sempre più verde (The Grass Is Greener), regia di Stanley Donen
  - La baia di Napoli (It Started in Naples), regia di Melville Shavelson
  - Il nostro agente all'Avana (Our Man in Havana), regia di Carol Reed
- 1962
  - Il molto onorevole ministro (A Majority of One), regia di Mervyn LeRoy
  - Colazione da Tiffany (Breakfast at Tiffany's), regia di Blake Edwards
  - Uno, due, tre! (One, Two, Three), regia di Billy Wilder
  - Il cowboy con il velo da sposa (The Parent Trap), regia di David Swift
  - Angeli con la pistola (Pocketful of Miracles), regia di Frank Capra
- 1963
  - Il visone sulla pelle (That Touch of Mink), regia di Delbert Mann
  - I due nemici (The Best of Enemies), regia di Guy Hamilton
  - Venere in pigiama (Boys' Night Out), regia di Michael Gordon
  - Una sposa per due (If a Man Answers), regia di Henry Levin
  - Rodaggio matrimoniale (Period of Adjustment), regia di George Roy Hill